# Wereldbeker schaatsen 2018/2019
De Wereldbeker schaatsen 2018/2019 (officieel: ISU World Cup Speed Skating 2018/19) is een internationale schaatscompetitie verspreid over het gehele schaatsseizoen 2018-2019. De wereldbeker schaatsen wordt georganiseerd door de Internationale Schaatsunie (ISU).
In dit seizoen zijn er zes wereldbekerweekenden. Dit zijn er evenveel als het voorgaande jaar. Er worden voor het eerst wereldbekers gehouden in het Japanse Tomakomai en het Poolse Tomaszów Mazowiecki. De eerste wedstrijd vond plaats in Obihiro, vervolgens Tomakomai, Tomaszów Mazowiecki en Heerenveen. De startbewijzen voor het wereldkampioenschap allround werden verdeeld naar aanleiding van de resultaten van de eerste vier wereldbekerwedstrijden. De wereldbekerfinale is in Salt Lake City.

## Kalender
| Plaats              | Datum               | 500m | 1000m | 1500m | 3k/5k | 5k/10k | Massastart | Teamsprint | Achtervolging | Details           |
| ------------------- | ------------------- | ---- | ----- | ----- | ----- | ------ | ---------- | ---------- | ------------- | ----------------- |
| Obihiro             | 16–18 november 2018 | 2x   | 1x    | 1x    | 1x    |        | 1x         | 1x         | 1x            | Wereldbeker 1     |
| Tomakomai           | 23–25 november 2018 | 2x   | 1x    | 1x    | 1x    |        | 1x         | 1x         | 1x            | Wereldbeker 2     |
| Tomaszów Mazowiecki | 7–9 december 2018   | 2x   | 1x    | 1x    |       | 1x     |            | 1x         | 1x            | Wereldbeker 3     |
| Heerenveen          | 14–16 december 2018 | 1x   | 1x    | 1x    | 1x    |        | 1x         |            |               | Wereldbeker 4     |
| Hamar               | 1-3 februari 2019   | 2x   | 1x    | 1x    | 1x    |        |            |            |               | Wereldbeker 5     |
| Salt Lake City      | 9-10 maart 2019     | 2x   | 1x    | 1x    | 1x    |        | 1x         |            |               | Wereldbekerfinale |
| Totaal              | Totaal              | 11x  | 6x    | 6x    | 5x    | 1x     | 4x         | 3x         | 3x            |                   |

## Eindpodia

### Mannen
| Afstand       | 1e                    | 2e               | 3e                          |
| ------------- | --------------------- | ---------------- | --------------------------- |
| 500 m         | Pavel Koelizjnikov    | Tatsuya Shinhama | Håvard Holmefjord Lorentzen |
| 1000 m        | Kjeld Nuis            | Kai Verbij       | Pavel Koelizjnikov          |
| 1500 m        | Denis Joeskov         | Kim Min-seok     | Kjeld Nuis                  |
| 5&10 km       | Aleksandr Roemjantsev | Marcel Bosker    | Sverre Lunde Pedersen       |
| Massastart    | Um Cheon-ho           | Bart Swings      | Roeslan Zacharov            |
| Teamsprint    | Nederland             | Noorwegen        | Rusland                     |
| Achtervolging | Noorwegen             | Rusland          | Japan                       |

### Vrouwen
| Afstand       | 1e                | 2e             | 3e                     |
| ------------- | ----------------- | -------------- | ---------------------- |
| 500 m         | Vanessa Herzog    | Nao Kodaira    | Olga Fatkoelina        |
| 1000 m        | Brittany Bowe     | Miho Takagi    | Nao Kodaira            |
| 1500 m        | Brittany Bowe     | Miho Takagi    | Ireen Wüst             |
| 3&5 km        | Martina Sáblíková | Esmee Visser   | Natalja Voronina       |
| Massastart    | Kim Bo-reum       | Irene Schouten | Francesca Lollobrigida |
| Teamsprint    | Rusland           | Nederland      | Japan                  |
| Achtervolging | Japan             | Rusland        | Canada                 |

## Deelnamequota
Op basis van het aantal schaatsers in de top van het voorafgaande seizoen 2017/2018, mochten de volgende landen een aantal deelnemers inschrijven per afstand, mits deze aan de limiet op die afstand had voldaan. Alle andere ISU-leden (landen met federaties in de ijs-/schaatssport die zijn aangesloten bij de ISU) mochten per afstand één deelnemer inschrijven, mits voldaan aan de limiet(en). Voor de massastart geldt altijd een maximum van twee schaatsers per land. Het organiserende land mag altijd op alle afstanden met het maximum aantal schaatsers starten.

## Limiettijden
Om te mogen starten in de wereldbeker schaatsen 2018/2019 moesten de schaatsers na 1 juli 2017 aan de enkele limiettijden hebben voldaan. Voor deelname aan de ploegenachtervolging, teamsprint en massastart volstond het rijden van een van de limiettijden (om het even welke). Om tegemoet te komen aan de bezwaren van de kleine schaatslanden voor wie de reis naar Salt Lake City, Calgary of Ürümqi (de drie in potentie snelste banen in de wereld) vaak een zware grote financiële last is, was er sinds enige jaren een aparte (minder strenge) limiet opgenomen voor overige schaatsbanen.
Voor de ploegenachtervolging en massastart mocht één schaatser worden ingeschreven die niet aan een van bovenstaande kwalificatietijden had voldaan, voor deze schaatsers geldt een versoepelde limiet van  (mannen) of  (vrouwen) op de 1.500 meter. Schaatsers die voldaan hebben aan de limiet voor een van de beide sprintafstanden (500m óf 1.000m) mogen ook op de andere sprintafstand starten en datzelfde geldt voor de allroundafstanden (1.500m en 3.000m c.q. 5.000m mannen). Hier geldt een maximum van één uitzondering per land per afstand.